# Талдинский сельский округ (Карагандинская область)
Талдинский сельский округ — административно-территориальное образование в Шетском районе Карагандинской области. Административный центр — село Талды.
Население — 1037 человек (2009; 1382 в 1999; 1641 в 1989).
Прежнее название села Берекеши — Комсомол (Кулан). В 1989 году был Комсомольский сельсовет.

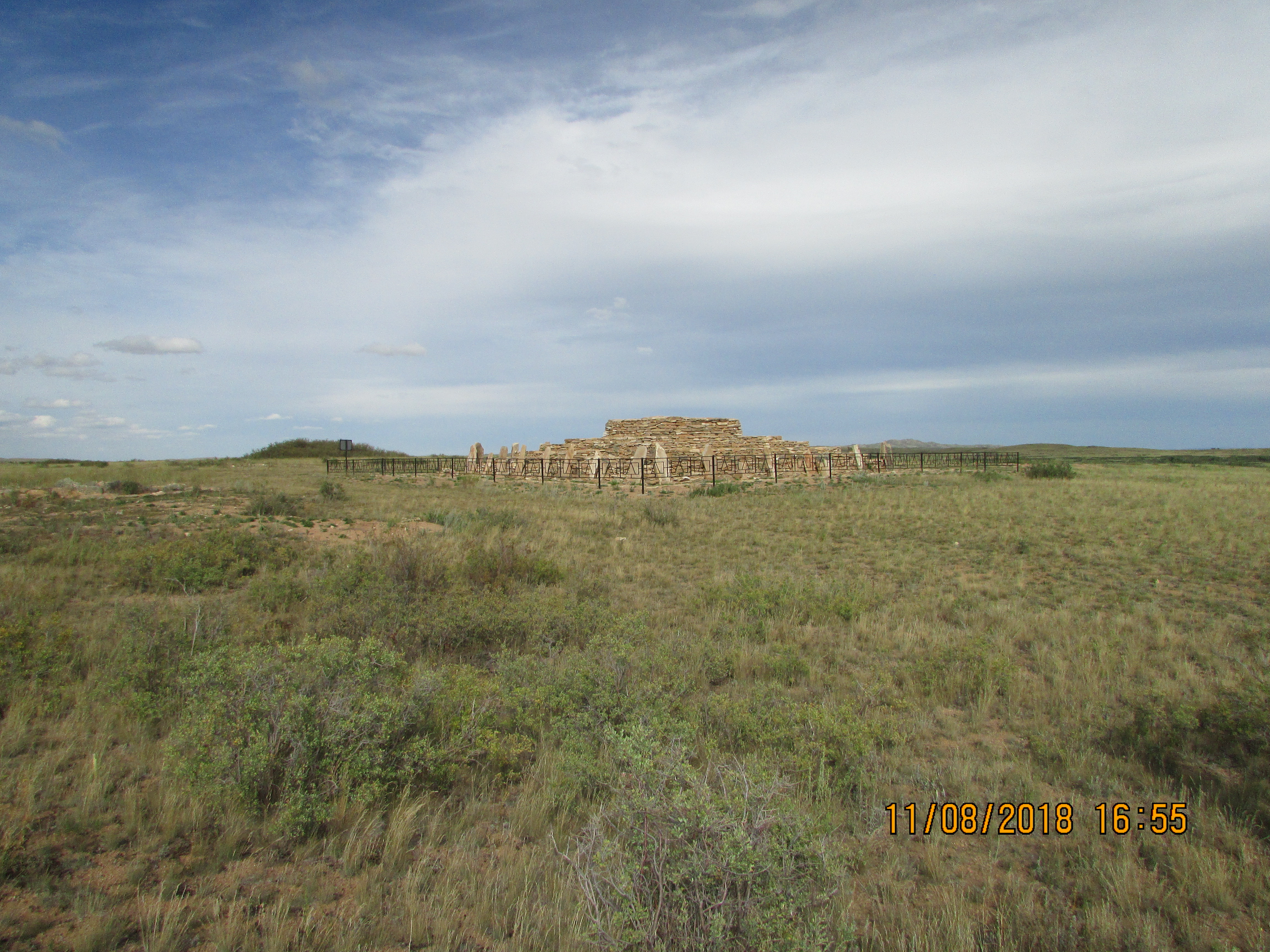
Могильник Каражартас (панорама), бронзового века в Шетском районе. XV век до н. э.

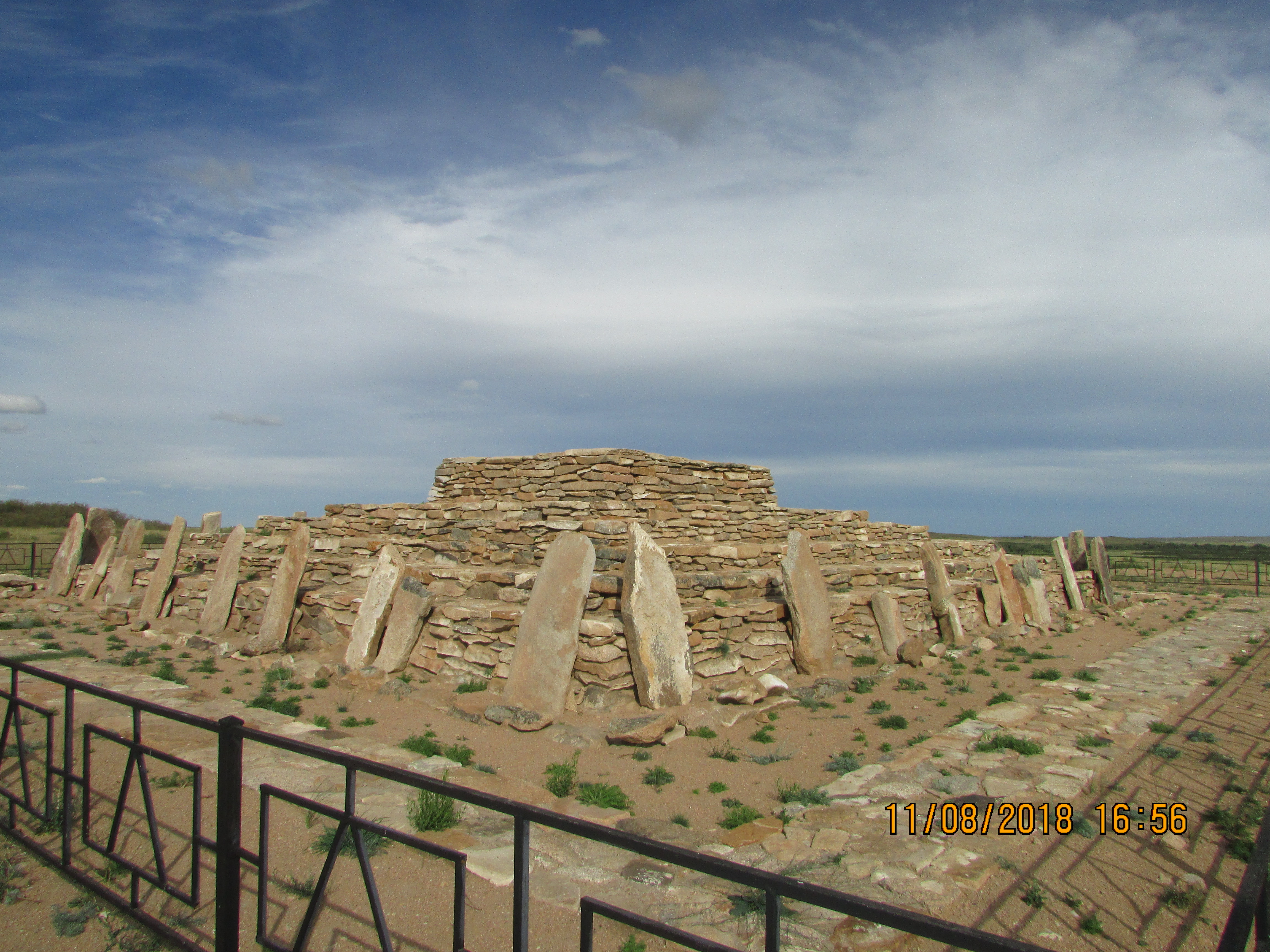
Могильник Каражартас, бронзового века в Шетском районе. XV век до н. э.

Основан в 1961 году как отделение совхоза «Путь коммунизма».

## Состав
В состав округа входят такие населённые пункты:
| Населённый пункт | Население, лиц (1989) | Население, лиц (1999) | Население, лиц (2009) |
| ---------------- | --------------------- | --------------------- | --------------------- |
| Берекеши, село   | 186                   | 129                   | 101                   |
| Жанажурт, село   | 184                   | 158                   | 72                    |
| Талды, село      | 1271                  | 1095                  | 864                   |

### Зимовки
- с. Жанажурт
- зимовка Байбала[4]

## Талдинский историко-археологический парк
Располагается территории Талдинского сельского округа и объединяет порядка 200 сооружений. На 2021 год исследовано только 25 памятников.
Список объектов по маршруту:
- мавзолей Сенкибай-батыра, XVIII век
- могильники Табылды, бронзовый век, XIX—XVII век
- Котыртас, Золотая орда.
- Талды-1, бронзовый век. Исследован 2020 году.
- Каражартас, (2014 открытие) Бегазы-дандыбаевская культура
- Каражартас-2, Саки, ранний железный век
- курган с усами, Коктерек,
- поселение Аккезен, бронзовый век
- древнетюркские ритуальные ограды Акбауыр, Древнетюркское
- царские курганы Буйректы, Саки[7]